# Holy Land Experience

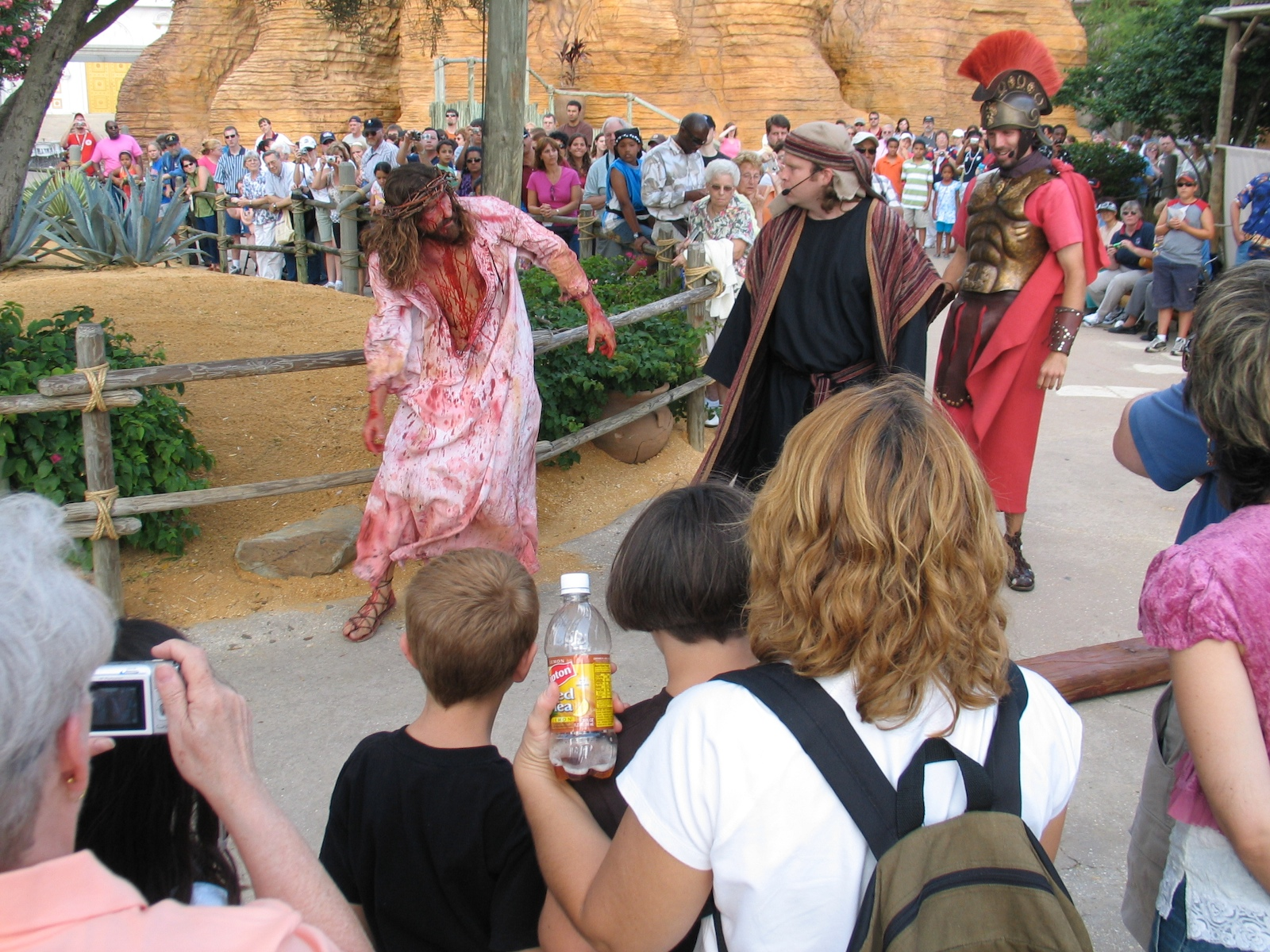
Страстная пятница (представление в парке)

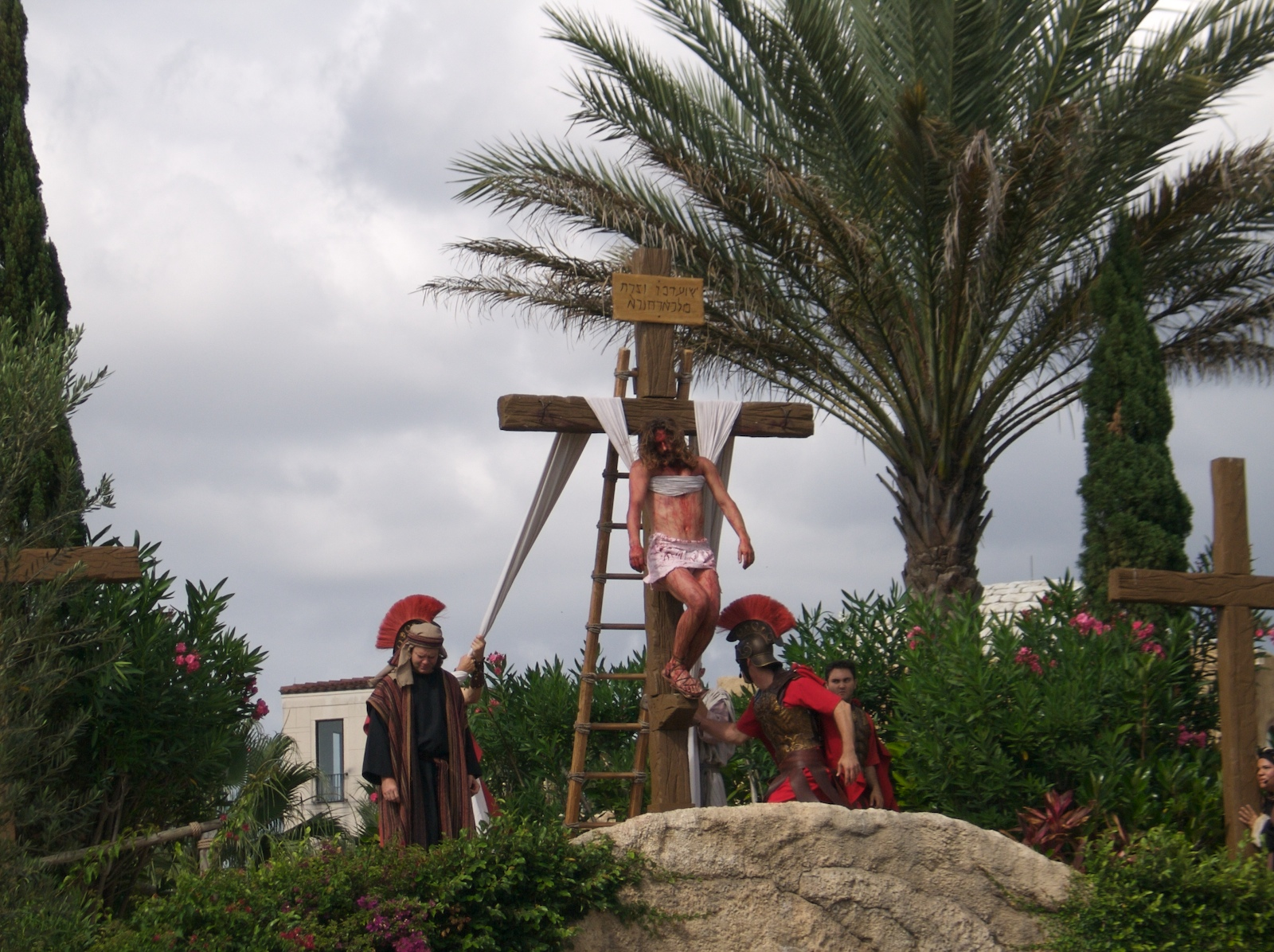
Распятие (представление в парке)

«Опыт Святой земли», или, в обиходе, парк «Святая земля», англ. The Holy Land Experience — бывший тематический парк-презентация и библейский музей, расположенный в г. Орландо в штате Флорида на пересечении Межштатового шоссе 4 и Конройской дороги (выезд 78).
Сооружение парка обошлось в 15 млн долларов. Здесь были представлены презентации на библейскую тематику (во многих из которых участвовали профессиональные актёры), а также экспонаты. Парк закрылся в 2020 году, после нескольких лет плохих финансовых показателей, в 2021 году территория парка была продана.

## История
Создание парка финансировал Марвин Розенталь, баптистский проповедник, перешедший из иудаизма, основатель миссионерской организации «Надежда Сиона», купивший в 1989 году землю в Орландо. В феврале 2001 года парк открыл двери для посетителей.
«Лига защиты евреев» выступила с протестом против парка в день его открытия; члены данной организации утверждали, что цель парка состоит в обращении иудеев в христианство, однако его основатель, Розенталь, отверг их обвинения.
В 2007 г. у парка образовался долг в размере 8 млн долларов. В результате торгов в июне 2007 г. его приобрела телевещательная сеть Trinity Broadcasting Network за 37 млн долларов. В октябре 2007 г., по разным оценкам, было уволено от 50 до 100 сотрудников парка. Телекомпания планировала расширить парк и основать там киностудию для создания фильмов на христианскую тематику.
После нескольких лет существенного падения доходов, в феврале 2020 года парк объявил о сокращении 118 рабочих (практически всего своего штата), а также о закрытии всех театральных представлений, ресторанов и магазинов. 2 августа 2021 года территория парка была продана НКО AdventHealth, объявившей о планах построить на ней новую больницу

## Презентации
- Главный вход/Городские ворота: каменная арка, смоделированная по образцу Дамасских и Яффских ворот Иерусалима.
- Уличный рынок Иерусалима: типичный ближневосточный рынок с городским колодцем и уличными торговцами, которые общались с посетителями парка.
- Магазин старых манускриптов: образец торговой лавки 1 в. н. э.
- Пустынный табернакль: первосвященник рассказывал об институте священничества в Израиле. Кульминацией рассказа являлась презентация Ковчега завета.
- Молельный сад Церкви всех наций: здание было спроектировано по образцу Церкви всех наций — католического храма, построенного в 1924 г. на Елеонской горе в Иерусалиме. В церкви имелся участок скальной породы, где Иисус, согласно преданию, совершил свою последнюю молитву перед арестом.
- Пещеры кумранских свитков: копия пещер в Вади-эль-Кумран, где были обнаружены знаменитые Свитки мёртвого моря.
- Деревня в Иудее: здесь происходили музыкальные представления и драматические постановки.
- Гробница в Голгофском саду: модель гробницы, где было первоначально погребено тело Иисуса после казни.
- Кафе «Пальмы в оазисе»: кафе, воспроизводящее атмосферу Ближнего Востока.
- Храмовая гора: шестиэтажная модель Иерусалимского храма в белом и золотом цветах, у которой находилась Храмовая площадь. Здесь ставились мюзиклы, спектакли, происходили другие события парка.
- Тайная вечеря: посетители могли принять участие в последней трапезе Иисуса и апостолов.
- Модель Иерусалима в 66 г. н. э.: крупнейшая в мире модель Иерусалима в закрытом помещении. Во время презентаций посетителям показывали основные достопримечательности города, рассказывали о последних днях Иисуса.
- Магазин «Шофар»: сувенирная лавка.
- Аудитория «Шофар»: театральная сцена.
- Скрипторий: презентация истории Библии, включавшая аутентичные древние артефакты из многих стран мира.
- Молельный сад «Живое слово»: сады для отдыха, размышлений и молитвы.
- Хрустальная живая вода: презентация с танцующим фонтаном.
- Лодка Иисуса на Галилейском озере: копия лодки, обнаруженной в Галилейском озере и датируемой новозаветными временами.